# Făgețel (Frumoasa), Harghita
Făgețel (maghiară Bükklok) este un sat în comuna Frumoasa din județul Harghita, Transilvania, România.

## Demografie
La recensământul din 1992 au fost numărate aici 129 de persoane, din care 70 români și 59 maghiari (secui).